# いしる

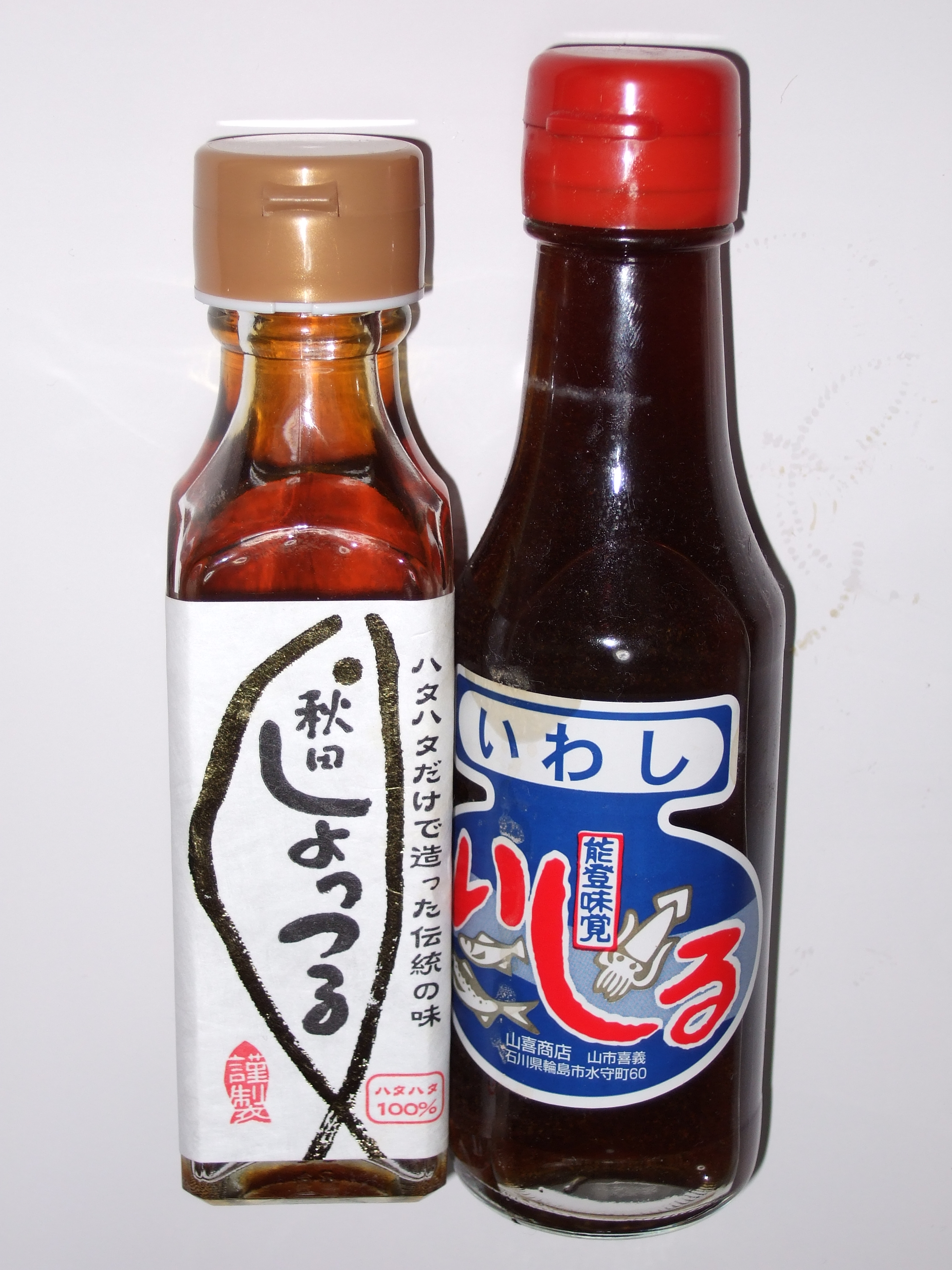
ビン入りのいしる（右）。左はしょっつる。

いしるは石川県の奥能登で作られる魚醤。いしり、よしる、よしりなどの別名がある。しょっつるやいかなご醤油とともに、日本三大魚醤の一つとされる。

## 特徴
いしるは、魚介類に食塩を加えて漬けこみ、1年以上かけて発酵ならびに熟成させた浸出液である。古語で魚を「いお」、「い」と言い、魚の汁「いのしる」が転訛して「いおしる」からいしる、いしりとなったとされる。よしる、よしりという別名は、魚の余った汁を意味する。
なお、以下のような要件が満たしたものが石川県のふるさと食品認証制度の認証の対象となる。
- 日本国内の港で水揚げされた魚介類を使う
- 1年以上発酵させて固形分を除いて液状となり、健全なもの
- 原料固有の風味があり、香味が良好である
- 食品添加物を使用していない
- 石川県に本社があり、同県内の工場で製造している

いしるに含まれるアミノ酸としては、甘味系のアラニンやグリシン、リジン、うま味系のグルタミン酸、酸味系のアスパラギン酸、苦味系のバリンがそれぞれ多量にある。これらのアミノ酸と塩味緩和の効果もあるペプチドを含めた組み合わせによって、高塩分濃度ながら特有の微妙なうま味が形成されていると見られる。また、香味はアルデヒドやケトン、ピラジンを中心成分としてアルコールなども影響している。

## 原料
生産地区で昔から漁獲の多い魚介類が使われる。日本海に面した外浦地区では輪島港や蛸島港で獲れるイワシやサバを、富山湾に面した内浦地区では小木港や宇出津港で獲れるイカの内臓（消化腺）を主な原料とする。前者をいしる、後者をいしり、と呼び分けるとする見解もある。イカの内臓を原料とする魚醤は能登の特産である。
具体的な魚種としては、スルメイカやマイワシ、ウルメイワシ、ピンサバ、アジなどが原料となる。生産が低調だった1980年代は、他の水産加工品の副産物として頭部や内臓のみを用いる事が多かったという。

## 製法
腐敗を防ぐため、仕込みは11月から翌年3月の寒い時期にかけて行われる。原料がイカの場合は、ゴロと呼ばれる内臓に対して約18%の食塩を加えて桶に入れ、時々撹拌しながらおよそ2年間かけて熟成させる。イワシなどを原料とする場合は約20%の食塩を加えて桶に入れ、場合によっては少量の麹と酒粕も加え、1年間かけて熟成させる。
熟成中に魚由来のプロテアーゼによってタンパク質の加水分解が進み、さらに成分が分離して上層部には脂肪分、魚骨の残渣、未分解物などが集まる。これが蓋の役割を果たし、食塩が細菌の繁殖を抑制してタンパク質の分解と嫌気的な発酵が進む。
桶の下部には仕込み量の60%ほどのイシルが貯まってくるので、これを下部の栓から取り出して殺菌およびタンパク質除去のために煮沸する。上澄み液を濾過して瓶詰めすると完成であり、主に500ml入りのペットボトルなどに入れて販売される。また、伝統的な一升瓶に入れる事もある。
1980年代には、残った魚粕に塩水や塩サバなどを加えて2 - 3ヶ月かけて再び発酵させ、その液体にアジやカマス、ハタハタなどを漬けて一夜干しを作り、いしる漬けという名前で販売するケースもあった。また、それ以前には魚粕を乾燥させて肥料とする事もあったという。

## 利用
野菜や魚を煮る調味料や、刺身のつけ汁、貝焼きやいしり鍋といった鍋物などに用いられる。また、水を加えて大根やキュウリを漬けこんだ、いしり漬けという漬物もある。貝焼きやいしり漬けは独特の風味が重要なため、いしるを醤油で代用する事はできないと言われる。

## 歴史
発祥の時期は不明確だが、伝承によれば江戸時代の18世紀後半にはいしるが存在していたという。現金経済が浸透する前の奥能登の農家は、醤油を購入する事が少なく、海岸部の漁家が作ったいしるやイワシの糠漬けと米を物々交換する慣行があったという。統制経済下で醤油が不足していた第二次世界大戦中には、上げ浜式で自家製塩した塩を使ったいしるが生産のピークを迎え、代用醤油として農産物などと交換されていた。
1955年頃までは奥能登の漁家で自家消費用にいしるを製造していたが、1980年代には網元や水産加工業者が片手間に製造するのみとなり、生産量は年間20kL（重さにして約20トン）ほどだった。その後、魚醤の見直しや食文化の多様化などによって生産が増大し、2006年には年間約200トンとなっている。
2023年3月22日には、「能登のいしる・いしり製造技術」の名称で、登録無形民俗文化財に登録された。